# أنجيرستان (قيلاب)
أنجیرستان (بالفارسية: انجیرستان) هي منطقة سكنية تقع في قسم قيلاب الريفي، بمقاطعة أنديمشك التابعة لمحافظة خوزستان، إيران.